# Xarxa de fibra de Bragg

Figura 1: una estructura de reixeta de fibra de Bragg, amb perfil d'índex de refracció i resposta espectral.

Esquema principal del làser de fibra. 1. Fibra activa. 2. Reixes de Bragg. 3. Bloc de bombeig.

Una xarxa de fibra de Bragg (amb acrònim anglès FBG) és un tipus de reflector de Bragg distribuït construït en un segment curt de fibra òptica que reflecteix longituds d'ona particulars de la llum i transmet totes les altres. Això s'aconsegueix creant una variació periòdica en l'índex de refracció del nucli de la fibra, que genera un mirall dielèctric específic de la longitud d'ona. Per tant, una reixa de Bragg de fibra es pot utilitzar com a fibra òptica en línia per bloquejar determinades longituds d'ona, es pot utilitzar per a aplicacions de detecció, o es pot utilitzar com a reflector específic de longitud d'ona.
La primera reixa de Bragg en fibra va ser demostrada per Ken Hill el 1978. Inicialment, les reixes es van fabricar mitjançant un làser visible que es propagava al llarg del nucli de fibra. El 1989, Gerald Meltz i els seus col·legues van demostrar la tècnica d'inscripció hologràfica transversal molt més flexible on la il·luminació làser venia del costat de la fibra. Aquesta tècnica utilitza el patró d'interferència de la llum làser ultraviolada per crear l'estructura periòdica de la reixa de Bragg de fibra.
El principi fonamental darrere del funcionament d'un FBG és la reflexió de Fresnel, on la llum que viatja entre mitjans de diferents índexs de refracció pot reflectir i refractar a la interfície.
L'índex de refracció s'alternarà normalment al llarg d'una longitud definida. La longitud d'ona reflectida ({\displaystyle \scriptstyle \lambda _{B}}), anomenada longitud d'ona de Bragg, es defineix per la relació,
{\displaystyle \lambda _{B}=2n_{e}\Lambda \,}
on {\displaystyle \scriptstyle n_{e}} és l'índex de refracció efectiu de la reixa al nucli de la fibra i {\displaystyle \scriptstyle \Lambda } és el període de reixeta. L'índex de refracció efectiu quantifica la velocitat de propagació de la llum en comparació amb la seva velocitat al buit. {\displaystyle \scriptstyle n_{e}} depèn no només de la longitud d'ona sinó també (per a guies d'ona multimode) del mode en què es propaga la llum. Per aquest motiu, també s'anomena índex modal.
L'espai de longitud d'ona entre els primers mínims (nul·les, vegeu la figura 2) o l'amplada de banda ({\displaystyle \scriptstyle \Delta \lambda }), és (en el límit fort de la reixa) donada per,
{\displaystyle \Delta \lambda =\left[{\frac {2\delta n_{0}\eta }{\pi }}\right]\lambda _{B}}
on {\displaystyle \scriptstyle \delta n_{0}} és la variació de l'índex de refracció ({\displaystyle \scriptstyle n_{3}\,-\,n_{2}}), i {\displaystyle \scriptstyle \eta } és la fracció de potència del nucli. Tingueu en compte que aquesta aproximació no s'aplica a les reixes febles on la longitud de la reixeta, {\displaystyle \scriptstyle L_{g}}, no és gran en comparació amb {\displaystyle \scriptstyle \lambda _{B}}\{\displaystyle \scriptstyle \delta n_{0}}.

## Tipus de reixes
El terme tipus en aquest context fa referència al mecanisme de fotosensibilitat subjacent pel qual es produeixen serrells de reixeta a la fibra. Els diferents mètodes de creació d'aquests serrells tenen un efecte significatiu en els atributs físics de la reixa produïda, especialment la resposta a la temperatura i la capacitat de suportar temperatures elevades. Fins ara, s'han informat cinc (o sis) tipus de FBG amb diferents mecanismes de fotosensibilitat subjacents.